# Ноздрачов Олексій Олексійович
Олексій Олексійович Ноздрачов (нар. 3 січня 1977, Житомир) — офіцер Збройних сил України, перший начальник Управління цивільно-військового співробітництва, полковник.

## Життєпис
Народився 3 січня 1977 року в Житомирі.
Присягу на вірність Україні прийняв 4 вересня 1993 р. у Київському інституті сухопутних військ, де навчався до 1994 року. 1994—1997 — навчався у Харківському гвардійському вищому військовому танковому командному училищі.
- 1997—1999 — командир танкового взводу, а у 1999—2001 — командир танкової роти в м. Новоград-Волинський.
- 2001—2005 — обіймав посади офіцера, а згодом начальника групи проведення заходів міжнародного військового співробітництва відділу управління міжнародного військового співробітництва Головного командування Сухопутних військ Збройних Сил України, м. Київ.
- 2005—2006 — старший офіцер штабу Багатонаціональної дивізії «Центр-Південь» Українського миротворчого контингенту в Республіці Ірак.
- 2006—2009 — начальник відділу військового співробітництва з Європейським командуванням ЗС США Центру забезпечення заходів міжнародного співробітництва Збройних Сил України.
- 2009—2010 — навчався у Командно-штабному коледжі Сухопутних військ США, форт Лівенворт.
- 2010—2011 — старший офіцер відділу планування управління оперативної підготовки Головного оперативного управління Генерального штабу Збройних Сил України.
- 2011—2014 — заступник начальника відділу військового співробітництва з країнами Західної Європи та Америки управління двостороннього співробітництва Головного управління військового співробітництва та миротворчих операцій Генерального штабу Збройних Сил України, м. Київ.

### Російсько-українська війна
2014 року призначений начальником Управління цивільно-військового співробітництва Збройних сил України.
У 2017 році виконував обов'язки заступника керівника АТО.
Станом на березень 2019 року Управління цивільно-військового співробітництва під керівництвом Ноздрачова працювало над впровадженням Доктрини цивільно-військового співробітництва країн-членів НАТО. Першим кроком до підготовки такого документа Ноздрачов називав створення Групи збору та узагальнення інформації про випадки загибелі чи поранення цивільного населення.

## Сімейний стан
Одружений, має двох доньок.

## Інциденти
12 грудня 2019 року Ноздрачов, відповідаючи на запитання журналіста на круглому столі на тему «Національна стійкість: нові підходи у розв'язанні старих проблем» про існування майданчика для розв'язання питань комунікації з окупованими територіями і ветеранами, відповів, що українська армія готова до реінтеграції з російськими військовими і бойовиками окупаційних корпусів, але є проблема з ветеранами праворадикальних рухів.

| Питання реінтеграції, це в першу чергу питання безпеки. Я вас хочу запевнити, що військовий і військовий росіянин, які проти нас воювали і продовжують воювати і навіть ті військові, які є у формуваннях Донецької і Луганської областей, якщо буде прийнято політичне рішення і імплементоване, вони реінтегруються дуже швидко. Тому що все ж таки крім національної ідеї існують військові традиції. І порозумітись військовим росіянам і військовим українцям, навіть якщо вони були ворогами, краще. Але не забувайте, що існують праворадикальні рухи, які державою не контролюються державою (не будемо вдаватися в деталі). Беремо загальну картинку, праворадикалізм зараз випущений безконтрольно і немає (крім спеціальних служб) державної політики щодо реінтеграції саме цих ветеранів (а іноді не завжди ветеранів, а іноді не завжди людей, які піклуються про безпеку держави), до державної політики та реінтеграції до ініціатив. |
| — Олексій Ноздрачов, 12 грудня 2019, круглий стіл «Національна стійкість: нові підходи у вирішенні старих проблем» |

Він додав, що успіх «реінтеграції» Донецької та Луганської областей залежить від сильного українського суспільства, яке має реінтегрувати іншу його частину, і що ветеранів необхідно залучати до проведення військово-патріотичного і загалом інформаційного виховання молоді. Згодом він у Facebook написав, що його слова про реінтеграцію були «вирвані з контексту і перекручені».

| На жаль, ідеї національної єдності заради перемоги не отримали поширення, а вирвані з контексту слова були «перекручені» і отримали незаслужену увагу, що ще раз підтверджує мої переконання щодо великого обсягу роботи, який ми повинні виконати для сталого розвитку українського суспільства. |
| — Олексій Ноздрачов, 12 грудня 2019, Facebook |

В Генштабі сказали, що заява Ноздрачова не є позицією Генерального штабу та ЗСУ й призначили службове розслідування.

| Оціночні суб'єктивні судження, у тому числі політичного характеру, що висловлені сьогодні, 12 грудня, полковником Олексієм Ноздрачовим під час круглого столу у Національному інформаційному агентстві «УКРІНФОРМ» — не є позицією Генерального штабу та Збройних Сил України. Начальник Управління цивільно-військового співробітництва Збройних Сил України полковник Олексій Ноздрачов не мав повноважень оприлюднювати будь-які заяви, що виходять за межі його службових обов'язків та компетенції очолюваного ним підрозділу. За даним фактом начальником Генерального штабу — Головнокомандувачем Збройних Сил України призначено службове розслідування, про результати якого буде поінформовано додатково. |
| — Генштаб ЗСУ, 12 грудня 2019, Facebook |

Того ж дня Ноздрачова було відсторонено від службових обов'язків на час розслідування.
16 січня 2020, після розслідування, Ноздрачова було понижено у званні, а його заяву було оцінено як таку, що «виходить за межі його службових обов'язків», Ноздрачова було притягнуто до дисциплінарної відповідальності (понижено у посаді), його подальша служба не буде пов’язана з керівництвом підрозділом цивільно-військового співробітництва генштабу ЗСУ.

## Нагороди
За особистий внесок у зміцнення обороноздатності Української  держави, мужність і самовіддані дії, виявлені у захисті державного суверенітету та територіальної цілісності України, зразкове виконання військового  обов’язку відзначений: 
- орденом Данила Галицького[13]
- медаллю «За військову службу Україні»[14]

### Інтерв'ю
- Ольга Прокопенко, Олексій Ноздрачок: «Першими гуманітарну допомогу отримують найменш захищені громадяни»// Урядовий кур'єр, 7 липня 2015
- Галина Титиш, Ольга Ситнік, Сіміки-помічники. Як військові працюють з місцевими в АТО // Українська правда, 29 березня 2016
- Андрій Коваленко, Олексій Ноздрачов: Питання Донбасу і Криму ляже на плечі молоді — це 10-15 років // depo.ua, 25 січня 2019

### Відео
- Інтверв'ю Олексія Ноздрачова // Соціальна країна, 12 січня 2015
- Відкриття центру цивільно-військового співробітництва у Краматорську // Військове телебачення України, 9 липня 2016
- Організація пошуку, ексгумації, транспортування тіл військовослужбовців Збройних сил України // Espreso.TV, 28 липня 2015
- Тіла деяких українських бійців не будуть повернуті родинам ніколи — полковник ЗСУ// Українські Національні Новини, 29 липня 2015
- Полковник Олексій Ноздрачов про порядок організації пошуку, ексгумації та транспортування тіл (останків) загиблих військовослужбовців ЗСУ // Телерадіокомпанія Раі, 25 травня 2016
- Ноздрачов про заручників та зниклих безвісти військових ЗСУ // 5 канал, 26 травня 2016
- Військово-цивільні адміністрації на Донбасі // 5 канал, 23 листопада 2016
- «Евакуація — 200» в наступному році буде продовжувати свою роботу // Військове телебачення України, 29 листопада 2016
- Конфлікти в Україні показали, що діалогу влади с населенням — немає. Інтерв'ю з О. О. Ноздрачовим // Радио Голос Столицы, 6 квітня 2017
- Олексій Ноздрачов: «Влада „ЛНР“ боїться потоку інформації з України» // Чорноморська телерадіокомпанія, 23 листопада 2017
- СІМІС. Підсумки та перспективи // Військове телебачення України, 25 лютого 2018
- «ЕВАКУАЦІЯ-200» // Військове телебачення України, 22 травня 2018
- Червоний Хрест та CIMIC: допоможемо та захистимо! // Військове телебачення України, 7 грудня 2018
- IV Міжнародна конференція з цивільно-військового співробітництва// Media Stream, 2 квітня 2019
- Полковник Олексій Ноздрачов розповів про розвиток структури СІМІС ЗС України // Військове телебачення України, 14 травня 2019
- Як відбувається комунікація військових та цивільних в зв'язку з розведенням військ? // Національна Платформа, 3 грудня 2019